# Hugo Claudio Vallejo Avilés
Hugo Claudio Vallejo Avilés (nascut el 15 de febrer de 2000) és un futbolista andalús que juga d'extrem dret a la SD Huesca.

## Carrera de club
Nascut a Granada, Andalusia, Vallejo es va incorporar a l'equip juvenil del Màlaga CF el 2015, procedent del Granada CF. Va debutar com a sènior amb el filial el 28 d'octubre de 2018, entrant com a substitut a la mitja part en una derrota per 0-1 contra la UD Almeria B., a Segona Divisió B.
Vallejo va marcar el seu primer gol com a sènior el 25 de novembre de 2018, el guanyador en una victòria a casa per 2-1 contra l'Atlético Sanluqueño CF. Va debutar amb el primer equip el 6 de gener següent, substituint Dani Pacheco en una derrota per 0-3 contra el CF Reus Deportiu al campionat de Segona Divisió.
El 14 de gener de 2020, el Màlaga va anunciar el traspàs de Vallejo al Reial Madrid, i va ser cedit al Deportivo de La Corunya per a la resta de la temporada onze dies després. En tornar, va ser destinat al filial de la tercera divisió.
El 25 d'agost de 2021, Vallejo va signar un contracte de tres anys amb el Real Valladolid, recentment descendit a segona divisió.